# 毛忠
毛忠（1394年—1468年），字允誠，初名哈喇，陝西行都指揮使司涼州衛（今甘肅省武威縣）人，明朝军事将领。伏羌伯。

## 生平
毛忠曾祖父哈喇歹于洪武年间归顺，后阵亡。祖父拜都跟从征战哈密时亦阵亡。其父毛寶担任總旗，至永昌百戶。永乐十一年，毛忠二十岁时襲職，善于骑射，经常跟从明成祖北征。宣德五年，征讨曲先（今青海省格尔木市西北）叛乱有功，宣德八年，征亦不剌山（今内蒙古自治区阿拉善右旗东）。九年征讨出脫歡山（今甘肃省北），十年征黑山（今甘肃省民勤县东南）寇乱，均轻拿首将。各升一职，歷指揮同知。正统三年，跟从都督蔣貴征朵兒只伯，率先攻破阵地，升都指揮僉事。正统十年，因守邊功劳，晋升都指挥同知，赐姓。次年，跟从总兵官任禮收捕沙洲衛都督喃哥部落，進都指揮使。正统十三年，率部征讨至罕東，生擒喃哥弟鎖南奔及其部眾，擢都督僉事，始賜名忠。尋充右參將，協守甘肅。
景泰初年，侍郎李實出使漠北，回朝后称毛忠私通瓦剌。景帝下诏執毛忠赴京，后兵部请貶官，發福建立功，于是遣至福建，而官秩如故。当初，毛忠征讨漠北时，捉捕番僧加失領真。明英宗释放不诛杀，此后逃跑至瓦剌处，为也先所用。其害怕毛忠，于是以毛忠与也先私通而诬陷。当时明英宗在塞外被也先扣押，知道全部实情。夺门之变后，英宗即召还毛忠。当时，毛忠在福建亦有战功，于是升为都督同知，充左副總兵，鎮守甘肅。英宗召见时慰諭甚至，賜玉帶、織金蟒衣。
天顺二年，瓦剌再次入犯甘肃，巡撫芮釗劾奏諸將失事罪过，而兵部商议毛忠功劳足以抵罪，于是不予追问。次年，毛忠以镇守功，升至左都督。天顺五年，孛來率五万部队掠夺西寧、莊浪、甘肅等地，并攻入凉州。毛忠率众力战一昼夜后，箭尽力乏时，孛來部却增加。当时毛忠却意氣彌厲，率众殊死搏斗。孛來见无法攻克，而此时明朝援军亦抵至，于是决定撤退，毛忠率领部队班师。天顺七年，永昌、涼州、莊浪塞外等地成为边疆隐患，毛忠与總兵官衛穎分兵讨伐并取胜，论功时，毛忠止增祿百石，而衛穎乃得世券，毛忠表示质疑，于是乃封伏羌伯。
成化四年，固原滿四进攻石城谋反。毛忠移師讨伐，与總督項忠等夾攻，毛忠力战中箭身亡。其次子毛海、孫毛鎧前救，亦阵亡。毛忠死后，赠侯，謚武勇，予世券。弘治年间，在蘭州建忠義坊，表彰其功劳。后又在甘州城東建武勇祠，春秋致祭。

## 后代
毛忠孙毛锐襲伯爵爵位。成化年间，协助镇守南京应天府。弘治初年，镇守湖广地区、后改为两广。其平定民乱，屡有战功。弘治九年攻破广西叛乱，赠歲祿二百石。随后接连平定思恩土官岑浚叛变、賀縣僮族民乱，加封至太子太傅。正德三年，劉瑾欲殺尚書劉大夏，毛锐授连坐而下诏狱。之后贿赂劉瑾，起用为漕运总督。再过一年，劉瑾被诛，毛锐被弹劾。正德六年，再次启用平定劉宸叛乱。次年正月，与劉宸部交战，后兵败受伤，將印丢失。当时恰逢許泰援軍抵达后获救。之后言官交相弹劾，于是召还，但不予加罪。明世宗即位后，再次启用镇守胡广。三年后去世，赠太傅，謚威襄。
伏羌伯的爵位再次传给毛江、毛汉。毛汉在嘉靖年间掌管南京左军都督府都督，提督操江，后改为漕运总督，未上任时遭給事中楊上林弹劾贪污，被逮捕褫職。死后无子，侄子毛桓嗣爵。毛桓死后，伏羌伯传至其子毛登。毛登在万历年间，担任中军都督府都督二十年。伏羌伯爵位直传至明末。